# Municipio de Ulcinj
El Municipio de Ulcinj (serbio: Општина Улцињ, albanés: Komuna e Ulqinit) es uno de los veintitrés municipios en los que se divide Montenegro. Su capital y ciudad más importante es la ciudad de Ulcinj. Se distingue del resto de municipios del país por ser un área de mayoría étnica albanesa.

## Geografía
El municipio se encuentra situado en el sureste de Montenegro, en la línea de costa y junto a la frontera con Albania, limita al norte y al este con Albania, al sur con el Mar Adriático y al oeste con el Municipio de Bar y el Lago Skadar.

## Demografía
Su población es de 19.921 habitantes según el censo realizado en 2011 siendo la mayoría de ellos de lengua albanesa y de religión musulmana. Igualmente existe una pequeña minoría católica y ortodoxa. Aproximadamente la mitad de esta población (unos 10.707 habitantes) vive en Ulcinj.

## Localidades
Comprende las siguientes localidades:
| Nombre          | Nombre                   | Población (2011) | Etnia mayoritaria    | Religión mayoritaria |
| Montenegrino    | Albanés                  | Población (2011) | Etnia mayoritaria    | Religión mayoritaria |
| --------------- | ------------------------ | ---------------- | -------------------- | -------------------- |
| Ulcinj          | Ulqin                    | 10707            | Albaneses 60,89%     | Islam 68,15%         |
| Ambula          | Amulli                   | 34               | Albaneses 97,06%     | Catolicismo 100%     |
| Bratica         | Braticë                  | 233              | Albaneses 66,95%     | Catolicismo 61,80%   |
| Briska Gora     | Mali i Brinjës           | 50               | Albaneses 50%        | Catolicismo 50%      |
| Bojke           | Bojk                     | 161              | Albaneses 99,38%     | Islam 100%           |
| Brajše          | Brajshë                  | 682              | Albaneses 100%       | Islam 99,85%         |
| Vladimir        | Katërkollë               | 757              | Albaneses 99,60%     | Islam 99,47%         |
| Gornji Štoj     | Shtoji i Naltë           | 107              | Albaneses 87,85%     | Catolicismo 91,59%   |
| Gornja Klezna   | Këllezna e Naltë         | 165              | Albaneses 98,18%     | Islam 91,51%         |
| Donji Štoj      | Shtoji i Poshtëm         | 1120             | Albaneses 49,20%     | Islam 40,30%         |
| Donja Klezna    | Këllezna e Poshtme       | 126              | Albaneses 91,27%     | Islam 53,97%         |
| Darza           | Darzë                    | 135              | Montenegrinos 42,22% | Ortodoxos 62,96%     |
| Draginje        | Draginë                  | 72               | Albaneses 100%       | Islam 100%           |
| Djerane         | Gjerana                  | despoblado       | -                    | -                    |
| Zoganj          | Zogaj                    | 397              | Albaneses 62,97%     | Islam 65,24%         |
| Krute Ulcinjske | Krytha e Ulqinit         | 196              | Albaneses 45,41%     | Catolicismo 84,69%   |
| Krute           | Krythë                   | 525              | Albaneses 91,43%     | Islam 100%           |
| Kruče           | Krruç                    | 142              | Albaneses 47,89%     | Islam 59,86%         |
| Kolonza         | Kollomzë                 | 228              | Albaneses 63,16%     | Catolicismo 46,05%   |
| Kodre           | Kodra                    | 997              | Albaneses 80,64%     | Islam 74,72%         |
| Kosići          | Kosiq                    | 306              | Albaneses 96,40%     | Islam 93,14%         |
| Kaliman         | Kaliman                  | despoblado       | -                    | -                    |
| Kravari         | Kravari                  | 547              | Albaneses 100%       | Islam 100%           |
| Leskovac        | (sin población albanesa) | 73               | Bosníacos 95,89%     | Islam 100%           |
| Lisnabore       | Lisna Borë               | 171              | Albaneses 100%       | Islam 100%           |
| Mide            | Millë                    | 234              | Albaneses 98,72%     | Islam 99,14%         |
| Međureč         | Megjureç                 | despoblado       | -                    | -                    |
| Pistula         | Pistull                  | 384              | Albaneses 76,82%     | Islam 78,38%         |
| Reč             | Reç                      | 61               | Albaneses 98,36%     | Catolicismo 100%     |
| Rastiš          | Rashtishë                | 358              | Albaneses 100%       | Islam 100%           |
| Sukobin         | Sukubinë                 | 36               | Albaneses 99,18%     | Islam 99,45%         |
| Salč            | Salç                     | despoblado       | -                    | -                    |
| Sutjel          | Sutjell                  | 20               | Albaneses 100%       | Catolicismo 100%     |
| Sveti Đorđe     | Shëngjergj               | 69               | Albaneses 100%       | Catolicismo 100%     |
| Ćurke           | Qyrkaj                   | 30               | Albaneses 100%       | Islam 100%           |
| Fraskanjel      | Fraskanjell              | 57               | Albaneses 98,25%     | Islam 100%           |
| Šas             | Shas                     | 238              | Albaneses 100%       | Islam 100%           |
| Štodra          | Shtodër                  | 112              | Albaneses 100%       | Islam 100%           |
| Selita          | Selitë                   | despoblado       | -                    | -                    |
| Donji Rastiš    | Rashtisha e Poshtme      | despoblado       | -                    | -                    |
| Djonza          | Gjonza                   | despoblado       | -                    | -                    |
| Donji Kravar    | Kravari i Poshtëm        | despoblado       | -                    | -                    |
| Bijela Gora     | Mali i Bardhë            | 53               | Albaneses 41,51%     | Islam 45,28%         |
| Total           | Total                    | 19921            | Albaneses 70,66%     | Islam 71,82%         |